# 三宅剛正
三宅剛正（みやけ たけまさ、1968年11月3日 - ）は、神奈川県生まれの音楽家、作曲家、編曲家。神奈川県立平塚工業高等学校卒業。永田一直が結成したORGANIZATIONのメンバーを経て、1995年、蓮実重臣と結成した電子音楽軽音楽ユニットPACIFIC 231でデビュー。のちに細野晴臣のdaisyworld discsからアルバム『MIYASHIRO』をリリースし、『アカルイミライ』、『ロボコン』の映画音楽なども担当した。

## PACIFIC 231のアルバム
- 『ARE YOU AWAKE?』（TRIP OUT TAPES/1995年）
- 『HAVE A NICE TRIP!』（TRANSONIC RECORDS/1995年）
- 『TROPICAL SONGS』（ZERO GRAVITY/1996年）
- 『TROPICAL SONGS GOLD』（TRANSONIC RECORDS/1997年）
- 『MIYASHIRO』（daisyworld discs/1998年）

## 映画音楽
- 『アカルイミライ』（黒沢清監督/PACIFIC 231名義で蓮実重臣との共作/2003年）
- 『ロボコン』（古厩智之監督/PACIFIC 231名義で蓮実重臣との共作/2003年）

## ゲーム音楽
- 『五竜陣+エレクトロ』（プレイステーション。一部を担当）

## 参加アルバム
- 加藤賢崇『若さ、ひとりじめ』（1991年）